# Halo 2
A Halo 2 belső nézetű, lövöldözős játék, amelyet a Bungie Studios fejlesztett és a Microsoft Game Studios gondozásában jelent meg. A Halo sorozat második része, a Halo: Combat Evolved közvetlen folytatása. Elsőként Xbox platformra készült el 2004 novemberében, majd közel két és fél év után Microsoft Windows rendszereken is elérhetővé vált. A PC-s változat fejlesztését a Microsoft Game Studios egyik belső fejlesztőcsapata végezte, új grafikus motort alkalmaztak, melybe a Havok fizikai motort is beépítették, illetve a fegyverek, a járművek és a többjátékos mód pályáinak listája is újabb elemekkel bővült. A történet a 26. században játszódik és az emberiség alkotta United Nations Space Command, illetve a rejtélyes földönkívüli létformákból álló Covenant között kialakult konfliktus áll a középpontjában. A játékos az előző epizód főhőse, az emberek oldalán harcoló Master Chief, illetve az ellenséges oldalon álló Arbiter szerepében is bekapcsolódhat a történetbe. (A történet lineáris, így ezen alkalmakra a cselekmény egy előre meghatározott pontján kerül sor.)
Az előző rész sikerei után a fejlesztők nagy elvárásokkal néztek szembe a Halo 2 fejlesztése során, így újítások helyett inkább csiszoltak a játékon, ám az első részből kimaradt elemeket is pótoltak, mint például az Xbox Live támogatás. A kiadó nyomására szoros határidőket kellett a készítőknek tartani, ami több változtatásra kényszerítette őket, ennek köszönhető például, hogy a fejlesztők szándéka ellenére a történet cliffhangerrel zárul.
Amikor kiadták, a Halo 2 a legnépszerűbb videójáték volt az Xbox Live rendszerében és egészen a Gears of War 2006 novemberében történő megjelenéséig tartotta pozícióját. 2006. június 20-ig több mint 710 millió órát töltöttek a játékkal az 500 milliónál is több online játszma alkalmával a felhasználók a Live rendszerén keresztül, 2007. május 9-én pedig a játékosok száma túllépte az 5 milliót. A Halo 2 az első generációs Xbox történetének legkelendőbb játékává vált, 6,3 millió példányt értékesítettek belőle csak az Egyesült Államokban, világviszonylatban ez a szám meghaladja a 8 milliót. Ezenfelül a kritikai fogadtatása is nagyon pozitív volt, a Metacritic oldalán 91 értékelés alapján 95 ponton áll. A PC-s változat ezzel szemben 32 kritika alapján 72-es átlaggal bír, ami főként a (konzolos változathoz képest) jóval későbbi megjelenésének köszönhető. Leginkább a többjátékos módot dicsérték a tesztek, míg negatív kritika jellemzően az egyjátékos kampányt lezáró cliffhanger miatt érte a játékot.

## Játékmenet
A Halo 2 egy first-person shooter, így a történet során jellemzően belső nézetből láthatja a játékos az eseményeket, ez alól csak a járműves részek képeznek kivételt. Az előző részhez hasonlóan lehetőség nyílik az emberiség fegyverarzenálja mellett a földönkívüliek felszerelését és járműveit is használni. Újdonság, hogy ezúttal bizonyos fegyvertípusokból a játékos kettőt is használhat egy időben, a megnövekedett tűzerőért cserébe viszont csökken a fegyverek pontossága, nem használhat közelharci támadást, illetve gránátokat. A játékos egyszerre két fegyvert vihet magával (illetve, ha a korábban említett kombinációt alkalmazza, akkor ez a szám háromra bővül), melyek mindegyike egyedi előnyökkel és hátrányokkal rendelkezik, így más-más helyzetekben érdemes használni őket. Az idegenek fegyverei például energiát igényelnek a működésükhöz, és ha ez elfogy, a fegyver használhatatlanná válik, nem lehet újratölteni, valamint folyamatos tüzelés esetén könnyen túlmelegedhetnek. Az emberek fegyverei kevésbé hatékonyak az idegenek energiapajzsa ellen és a tár kifogyása esetén újra kell őket tölteni, viszont nem hevülnek túl, szemben a Covenant fegyvereivel. Gránátok közül összesen 8 darabot hordhat magánál a játékos, 4 repeszgránátot és 4 plazmagránátot. (Ez utóbbi rátapad az eltalált ellenfélre.) Egy új lehetőség is bekerült a játékba, ugyanis ha a játékos közel kerül az ellenfél járművéhez, akkor kitépheti belőle és átveheti a helyét. A főhős életereje nem látható a játék közben. Egy energiapajzsos Mjolnir Mark VI típusú páncélt visel, ami a sebzéseket elnyeli. Ez feltöltődik, amennyiben egy bizonyos ideig nem éri támadás a játékost.

### Egyjátékos hadjárat
Az „egyjátékos” módban (campaign menü) a játékos egyedül, illetve egy társával offline, osztott képernyős módban is végigjátszhatja a történetet. (Az előző részhez hasonlóan ez a lehetőség a PC-s változatból kimaradt.) Eredetileg a Bungie tervei közt szerepelt az Xbox Live rendszerén keresztül történő kooperatív mód integrálása, azonban ez a szoros határidők miatt végül elmaradt. A játék története 14 pályán keresztül ível át, amiken a játékosnak Master Chief vagy a Covenant Elite Arbiter irányítására nyílik lehetősége. Az eltérő történeti vonalon túl képességeikben is különböznek, Arbiter páncélján ugyanis nincsen fényforrás, viszont egy rövid időre képes álcázni magát, amivel szinte teljesen láthatatlanná tud válni ellenfelei elől, azonban ha ilyenkor támad vagy megsebesítik, akkor az álcája is megszűnik.
Négy nehézségi szint közül lehet választani: könnyű, normál, hősies és legendás fokozat. Az egyre nehezebb szinteket választva a játékosnak egyre több és erősebb ellenféllel kell szembenéznie, míg az álcázás ideje csökken, újratöltődési ideje pedig nő, valamint életereje is kevesebb lesz. Az egyes nehézségi szinteken ezenkívül a párbeszédek között is lehetnek kisebb eltérések.
A játék rejtett tartalmakkal is szolgál, mint például a számos elrejtett easter egg, különböző üzenetek, rejtett tárgyak vagy fegyverek. Ilyenek például az összes pályán megtalálható koponyák, melyek mind egyedi képességekkel bírnak a játékmenetre nézve. (Például nagyobb sebzés a gránátoknak vagy erősebb ellenfelek.)

### Többjátékos mód

A játékos ezúttal már két fegyvert használhat egyidejűleg.

Az előző epizódtól eltérően a játék lehetőséget biztosít a játékosoknak, hogy az Xbox Live rendszerén keresztül küzdjenek meg egymással, de az osztott képernyős és system link mód is elérhető. A Halo 2 többjátékos módja különbözött a korábbi konzolos játékokétól, korábban ugyanis egy játékos a saját konzolját vagy számítógépét használta szerverként, így ő lett a gazdagép, aki kiválaszthatta a játékmódot és a pályát, illetve egyéb változtatásokat is eszközölhetett, ezután pedig egy szolgáltatás segítségével (például a GameSpy) a többi játékos számára is láthatóvá vált a korábban létrehozott játék. A felhasználók különböző fajta feltételek alapján dönthettek, hogy melyikhez szeretnének csatlakozni. Ezzel szemben a Halo 2 esetében erre nem volt lehetőség, ugyanis az Xbox Live által felkínált opciókból lehetett választani. A játékegyensúly érdekében bizonyos változtatásokat is végrehajtottak, így az egyjátékos módban jelenlévő Fuel Rod nevű fegyver a többjátékos pályákon nem elérhető.
Az Edge magazin 2007 januárjában megjelent cikkét Chris Butcher, a játék egyik vezető tervezője úgy kommentálta, hogy kiemelt figyelmet fordítottak a hálózati lehetőségekre és visszagondoltak arra, hogy a rajongók mennyi kellemes órát töltöttek az előző résszel, helyi hálózaton keresztül játszva a barátaikkal, így ezt az élményt akarták megadni ismét, de ezúttal az Xbox Live rendszerén keresztül. Egy teljesen új online rendszer felépítése azonban nehéz feladatnak bizonyult és a tervekkel ellentétben több dolgot is ki kellett hagyniuk a játékból, hogy a játék a tervezett időpontban elérhető legyen a rajongók számára.
2010. április 15-én a játék hivatalos Xbox Live támogatását leállították, így ez az online többjátékos mód és a letölthető tartalmak végét is jelentette.

## Történet

### Bevezetés
A Halo 2 története a 26. században játszódik. Az emberiség a United Nations Space Command (UNSC) zászlaja alatt egyesült és elérték azt a technológiai szintet, amivel a fénysebességnél gyorsabb utazásra képes űrhajókat tudtak építeni, ezáltal eddig elérhetetlen világokba jutottak el, melyeket ezután gyarmatosítottak. Az egyik ilyen távoli világban, a Harvesten található kolóniát földönkívüliek támadták meg 2525-ben. Az idegen fajok szövetsége, a Covenant szerint az emberek puszta léte sérti az általuk istenként tisztelt Forerunnereket, így az emberiség módszeres kipusztításába kezdenek, az emberiség pedig az ellenség számbeli és technikai fölényével szemben csak nehezen tudja felvenni a harcot. 2552-ben a Covenant seregek elpusztították az emberiség egyik legfontosabb védőbástyáját, Reach kolóniáját, a The Pillar of Autumn nevű hajó pedig egyedüliként, követve a protokollt, hipertérugrást hajt végre egy véletlenszerűen kiválasztott helyre, hogy ezzel elcsalják a Covenant erőket a Föld irányából. Ekkor felfedeznek egy a Forerunnerek által hátrahagyott gyűrűvilágot, amit Halónak neveznek. A Covenant ezt a szerkezetet kívánja aktiválni, mivel vallási meggyőződésük szerint ezáltal megkezdődhet a „Nagy utazás” ("Great Journey"), ami a lojális követők üdvözülését hozza magával. A legénység leszáll a felszínre, majd rájönnek, hogy ezen építmények valójában fegyverként szolgálnak arra a végső esetre, ha a Flood nevű élősködő faj elszabadulna. A főhős, Master Chief, illetve a társaként szolgáló mesterséges intelligencia, Cortana megtudja a létesítményt felügyelő 343 Guilty Spark nevű MI-től, hogy a Flood megállítása a galaxisban létező összes életforma kipusztításával történne, ezáltal ugyanis a paraziták éhen halnának. Master Chief ezért elpusztítja az építményt a Pillar of Autumn túlterhelt fúziós reaktorával, amivel megakadályozza a Flood elszabadulását. Ezután Master Chief és Cortana a Föld felé sietnek, hogy figyelmeztessék az emberiséget a közelgő Covenant invázióra.

### Cselekmény

Az Installation 05.

A történetet nem sokkal a Halo: First Strike című regény lezárása után folytatja. A játék egy átvezető jelenettel kezdődik, a helyszín High Charity, a Covenant fővárosa, ahol épp egy Elite parancsnok, Thel 'Vadamee meghallgatása zajlik. Az ítéletben megfosztják tisztségétől, eretneknek bélyegzik és Tartarus kínzásainak vetik alá, mivel nem akadályozta meg, hogy az emberek elpusztítsák a Halót. Master Chief a Földre visszatérve egy új, Mark VI jelzésű páncélzatot kap és Terrence Hood által kitüntetésben részesül Avery Johnson és Miranda Keyes mellett, aki elhunyt apja nevében veszi át a medált.
Ekkor egy Covenant flotta tűnik fel a védelmi vonalon kívül, ami megkezdi a bolygó invázióját. A UNSC erői nagyrészt visszaverik a támadást, ám egy cirkáló átcsúszik a védelmükön, ami a Covenant egy magas rangú tagját szállítja (High Prophet of Regret) és New Mombasa városát támadja meg. Master Chief segít a várost megtisztítani az ellenfelektől. Látva, hogy csapatai nagyrészt megsemmisültek, Regret egy hipertérugrásra készül, Master Chief, Cortana, Keyes és Johnson az In Amber Clad fedélzetén pedig a nyomába ered. A célállomás egy másik Halo, az Installation 05 volt, Keyes pedig Regret után küldi Master Chiefet, míg Johnson a Halo aktiválására képes Index keresésére indul.
Eközben a kitaszított Covenant parancsnokot Truth és Mercy felmenti a büntetés alól és felajánlják neki az Arbiter tisztséget, hogy küzdjön tovább a Covenant ügyéért. Az első küldetése, hogy végezzen egy árulóval. Ekkor talál rá 343 Guilty Spark-ra, aki a megsemmisült Halo vezérlője volt és elindulna vele a fővárosba, ám Regret vészjelzését meghallva a 05 jelzésű Halo felé veszik az irányt. Master Chief legyőzi Regretet, de az egyik Covenant hajó lézersugárral az egész helyet elpusztítja, Chief pedig a vízbe hull, ahol egy csápos létforma húzza magához, Regrettel együtt.
Regret halála viszályt szít a Covenant népei között, a próféták ugyanis a Brute fajt bízzák meg a testőrségük ellátásával, ami eddig tradicionálisan az Elite feladata volt. A próféták Arbiter számára az Index felkutatását adják feladatul. Johnson és Keyes hamarabb ér oda, ám legyőzik őket. Tartarus felfedi, hogy a vezetés az Elitek kiirtását adta parancsba, majd egy mély szakadékba taszítja riválisát.
Amikor feleszmél, látható, hogy ugyanaz a csápos lény mentette meg, mint ami Master Chiefet is. Gravemind, a Flood vezetője elmondja az Arbiter számára, hogy a "Great Journey", amit a Halo aktiválásával szeretnének elérni, együttesen elpusztítaná a Flood, az emberiség és Covenant erőit is egy pillanat alatt. Gravemind két különböző helyre teleportálja őket, hogy ezt megakadályozzák. Master Chief High Charity tanácstermébe kerül, épp a Covenant között kirobbant polgárháború kellős közepébe. Az In Amber Clad a város egyik tornyába csapódik Cortana pedig rájön, hogy Gravemind csak figyelemelterelésképpen használta fel őket, hogy a hajó ugyanis a Flood irányítása alatt állt és a paraziták a város megszállásába kezdtek. Prophet of Truth, Mercyt hátrahagyva távozik, Tartarusra bízva Keyest, Johnsont, Guilty Sparkot és a Halo irányítótermébe küldi, hogy aktiválja a létesítményt. Master Chief Truth nyomába ered és követi a Forerunner hajóra, amivel a várost készül elhagyni, Cortana pedig a városban marad arra az esetre, ha Tartarus aktiválná a Halót, ő felrobbantaná az In Amber Clad reaktorát, ami a várost és a gyűrűt is elpusztítaná.
Arbiter a Halo felszínére kerül, ahol összegyűjti szövetségeseit és a Brute erőire támad. Arbiter és Johnson eljutnak Tartarusig és szembesítik a tényekkel, hogy a próféták hamis igazságot terjesztenek és a Halo a galaxis lényeinek kipusztítására szolgál, de az észérvek ellenére is aktiválja a szerkezetet. A harcban legyőzik a Brute harcosokat és Tartarust is megölik, Keyes pedig eltávolítja az Indexet. A teljes leállás helyett azonban egy biztonsági protokoll lép életbe, ami az összes Halót aktiválásra kész állapotba kapcsolja, amit az „Ark” nevű helyről lehet elvégezni. Truth hajója megérkezik a Föld közelébe, ahol nagy küzdelem zajlik. Master Chief felveszi a kapcsolatot Hooddal, aki megkérdezi tőle, hogy mit keres azon a hajón, amire azt feleli: „Véget vetek ennek a harcnak, uram.”
A készítők listája után Gravemind látható, ahogy elfoglalta High Charityt és Cortana beleegyezik, hogy felel az általa feltett kérdésekre.

## Fejlesztés
A Halo a tervek szerint nem trilógiának készült, de a Combat Evolved kritikai- és közönségsikere után várható volt a folytatás. Joseph Staten, aki a Bungie fejlesztőcégnél a történet megírásával és az átvezető jelenetek rendezésével is foglalkozott, azt nyilatkozta, hogy az első rész fejlesztése során felmerültek ötletek a cselekmény kibővítéséről, illetve a játékélményt fokozó új elemek bevezetéséről, amiket egy játékba már nem tudtak volna belesűríteni. A kiadói támogatás viszont biztosította, hogy a folytatás készítésénél nagyobb tervezői szabadságot kapnak és az ambiciózus ötleteiket is meg tudják valósítani, ami a Combat Evolved fejlesztésénél kimaradt.
A Halo 2 készítése során a többjátékos módra nagy hangsúlyt fektettek, ugyanis az első résznél erre hivatalosan csak a system link segítségével nyílt lehetőség, ráadásul csak hetekkel a megjelenés után. (Az Xbox verzió esetében.) A legtöbb játékos mellőzte a nagyobb pályákat, a 4 konzolt összekötve, 16 játékossal történő csatákat csak kevesen használták ki. Chris Butcher vezető tervező elmondta, hogy azt akarták elérni, hogy ezt a két csoportot közelebb hozzák egymáshoz, ami egy különleges, egyedi kihívás elé állította őket.
A folytatás története lényegében olyan dolgokon alapul, amik a Combat Evolved cselekménye során nem is nyertek említést. Jason Jones a történet főbb cselekményszálaira irányuló ötleteit megosztotta Statennel és kérte, hogy kerüljenek be a játékba. Staten azokról a terveiről, amik végül nem kerültek be azt mondta, hogy az egyik jelenetben például Miranda elárulta volna Master Chiefet és bombát erősített volna a hátára, majd egy szakadékba lökte volna bele. Jason akkoriban nehéz időszakon ment keresztül a szakítása miatt és Staten véleménye szerint ez is közrejátszhatott ennél az ötleténél.
A Halo 2 hivatalos bejelentésére 2002 szeptemberében került sor egy renderelt előzetessel, ami utólag a Combat Evolved lemezére is felkerült. A 2003-as E3 alkalmával a nagyközönség is láthatta az első, játékmenetet is bemutató videót, amiben a szebb grafika mellett az új játékelemek is megfigyelhetőek voltak, mint például a két fegyver egyidejűleg történő használata. A bemutatóban látható tényezők közül azonban sok minden nem volt végleges, a demóban használt grafikus motort elvetették, illetve a környék, ami a videóban feltűnik, nem került bele a kész játékba a technikai kötöttségek miatt. A motor újraírásának egyik következménye, hogy majdnem egy évig nem volt játszható változat a Halo folytatásából, így a művészi részleg által tervezett pályákat és környezeti elemeket nem tudták a játékon belül is tesztelni.
A Bungie, hogy biztosítsa a Halo 2 boltokba kerülését a tervezett megjelenési időpontig, kénytelen volt a játék egy- és többjátékos módjából kihagyni néhány ötletét. A fejlesztésből csak egy év maradt hátra, Jamie Griesmer, az egyik vezető tervező szerint pedig a fejlesztési ciklus végén a megszokott tesztelési fázis elmaradt és ez a Halo 2 hiányosságainak a legfőbb oka. A történetet hirtelenjében lezáró cliffhanger sem előre eltervezett döntés volt, hanem a megjelenés vészes közelségének az eredménye.

### Zene
A Halo 2 zenéjét főleg Martin O’Donnell és Michael Salvatori szerezte, ők voltak ugyanis az előző rész pozitív kritikákkal illetett zenei anyagáért a felelősök. O’Donnell azonban megjegyezte, hogy egy folytatáson dolgozni soha sem egyszerű feladat, ugyanis mindenből csak jobbat akar az ember, hátrahagyva mindazt, ami ez előző részben kevésbé sikerült jól. O’Donnell fontosnak tartotta, hogy a játékban soha ne legyen teljes csönd, így fontos szerep jut a környezet háttérzajainak, mivel szerinte az emberek ezáltal könnyebben el tudnak merülni a játékban. „Egy sötét szoba önmagában is ijesztő lehet, ám a padló nyikorgásával és a falakban szaladgáló patkányok kihallatszó zajával ennél is hatásosabbá lehet tenni.” A Halo 2 az elődjével ellentétben már kihasználja a Dolby 5.1 Digital térhangzást is.
2004 nyarán Nile Rodgers producer és O’Donnell arra az elhatározásra jutott, hogy a Halo 2 zenei anyagát két külön lemezen is kiadják. Az első (Volume One) tartalmazná a játékban szereplő témákat és játék által inspirált zeneszámokat, míg a második a játékban található többi zenét, amik közül több nem is volt teljes, hisz az első CD még a játék megjelenése előtt került a boltok polcaira. 2004. november 9-én megjelent a lemez és tartalmazta többek között a játék főtémájának azon változatát, melyben Steve Vai gitárjátéka hallható, illetve olyan előadóktól is találhatóak számok, mint Joe Satriani, az Incubus, a Breaking Benjamin vagy a Hoobastank. A Halo 2 Original Soundtrack: Volume Two néven forgalomba került CD 2006. április 25-én jelent meg és a játék zenéit tartalmazta szvit jelleggel párosítva.

## Megjelenés

Légi harc a Banshee elnevezésű repülőgéppel.

A Halo 2 megjelenése előtt számos promóciós és termékkapcsolási ajánlatot jelentettek be, illetve filmszerű reklámokat is forgattak a marketing kampányához. A 2004-es E3 alkalmával egy megjelenés előtti partyt is tartottak számos híresség részvételével, amely egy Halo világát idéző házban került megrendezésre.
„I Love Bees” néven egy weboldal indult a Halo 2 reklámozása céljából, ahol a felhasználók különféle játékokkal, feladványokat megoldva további információkat tudhattak meg a játék háttértörténetéről, bár csak laza kapcsolatban álltak a történései a Halo sorozat cselekményével. Az oldal egy méhészettel foglalkozó honlapnak tűnik, de egy jövőbeli mesterséges intelligencia próbálja a felhasználókkal felvenni a kapcsolatot. A projekt megközelítőleg 1 millió dollárba került, a Slashdot és Wired News oldalak folyamatosan követték az weblap frissítéseit. A játékot a kreativítása miatt Webby díjra is jelölték.
2004. október 14-én a játékból kiszivárgott egy francia nyelvű változat, ami rövid időn belül szétterjedt az interneten.
A Halo 2 normál és limitált gyűjtői kiadás formájában egyaránt megjelent. A „Limited Collector's Edition” a játékon túl számos promociós lehetőséget kínál, különleges borítótervet és egy Így készült a Halo 2 DVD-t. A kézikönyvnek is egy speciális változata került a csomagba, ugyanis a Covenant szemszögéből írt a játékról, szemben az alap változat UNSC nézőpontjával. A „Conversations from the Universe” elnevezésű füzetecske az emberek és a Covenant hadjáratáról egyaránt tartalmazott bővebb információkat. A játékot egy különleges, Halo 2 logóval ellátott aluminium tokban került a boltokba.
A játék hivatalos megjelenésének időpontja 2004. november 9-e volt Xbox platformra, Kanadában, Ausztráliában, Új-Zélandon és az Egyesült Államokban. A játékkal szemben magasak voltak az elvárások, a megjelenés előtt három héttel másfél millió előrendelőnél járt, ezzel a számmal rekordot állított fel. A játék éjféli megjelenésekor tömött sorok álltak a játékot árusító boltok előtt, az esemény kiemelt médiafigyelmet kapott. Ezt követően november 10-én több európai városban, köztük Párizsban jelent meg, 11-én pedig az Egyesült Királyságban. Az első 24 órában 2,4 millió példány kelt el és 125 millió dollárt termelt. Az Egyesült Királyságban az első héten 260 ezer példány kelt el a játékból, amivel megdöntötte az addig helyi rekordot is. 2006. június 20-án az Xbox.com által közzétett jelentésből kiderül többek között, hogy 500 milliónál is több játékon vannak túl a felhasználók a játék Xbox Live rendszerén történt debütálás óta. A Halo 2 2008 novemberéig 8,46 millió eladott példánnyal így az Xbox legkelendőbb játékává vált. Az amerikai NPD Group adatai szerint 2007. szeptember 25-én a Halo 2 az ötödik helyezést érte el 6,3 millióval a legkelendőbb játékok listáján. Megjelenését követően egészen 2006 novemberéig az Xbox Live legnépszerűbb játéka volt, amit az Xbox 360 megjelenése sem tudott megtörni. Helyét végül a Gears of War vette át. A Halo első és második része a mai napig az Xbox legnépszerűbb játékai.

### Microsoft Windows változat
2006. február 9-én Nick Baron bejelentette, hogy a Halo 2 PC-re is megjelenik, azonban kizárólag Windows Vista operációs rendszeren fog elindulni, ami a kiadó egyik kísérlete volt arra, hogy növeljék a Vista eladásait, de nem hivatalos módokon így is megkerülhető volt a tiltás. A játékot a Microsoft Game Studios egy kis részlege (Hired Gun) portolta, ami a Bungie céggel is szoros kapcsolatot ápolt. A Live újításait az Xbox változat már nem kapta meg, mint például az achievement rendszert, ezek mellé a PC-s változat többek között két új többjátékos pályát, pályaszerkesztőt és feljavított grafikát kapott.
A játék Windows platformra megjelenő változatát eredetileg 2007. május 8-ra tervezték, ám végül a hónap végére, május 31-re halasztották a kiadását. Ez annak köszönhető, hogy a pályaszerkesztő egyik hibájának következtében felugró hibaüzenetben (.ass error) megjelenik egy kép, amin egy férfi (valószínűleg a Microsoft vagy a Bungie egy alkalmazottja) a meztelen hátsó fertályát mutatja a felhasználó felé. A Microsoft a kiszállított példányokhoz egy javítást tett elérhetővé, ami a hibát eltünteti és beleegyezett, hogy az ESRB feltüntesse a részleges meztelenségre (partial nudity) figyelmeztető felhívást.

## A csalók és a frissítések
| Összegzőoldal | Értékelés |
| ------------- | --------- |
| GameRankings  | 95%       |
| Metacritic    | 95/100    |

| Szerző        | Értékelés  |
| ------------- | ---------- |
| 1Up.com       | A+         |
| 576 Konzol    | 9/10 10/10 |
| Edge          | 9/10       |
| Eurogamer     | 90/100     |
| Game Informer | 10/10      |
| GameSpot      | 9,4/10     |
| GameSpy       | 5/5        |
| IGN           | 9,8/10     |

| Szerző                         | Díj                                                                              |
| ------------------------------ | -------------------------------------------------------------------------------- |
| Game Critics Awards            | Legjobb konzolos játék[forrás?]                                                  |
| Game Developers Choice Awards  | Legjobb videójáték zene (2005)[forrás?]                                          |
| Interactive Achievement Awards | Az év konzolos játéka (2005)[forrás?] Az év legjobb zenei anyaga (2005)[forrás?] |

A Halo 2 többjátékos módjával kapcsolatban gyakori volt a panasz a csalók (cheater) magas száma miatt, akik szinte a játék megjelenését követően azonnal felbukkantak. A felhasználók a játék különböző programhibáit, illetve a hálózati rendszer sebezhetőségeit kihasználva növelték a rangsorolt játékban elért győzelmeik számát, ezáltal a ranglistán elért helyezéseiket is manipulálták.
Néhányan a „standbying” elnevezésű trükköt használták ki, aminek lényege, hogy a host a modemet készenléti módba kapcsolja át, aminek hatására az átlagos játékos nem tud mozogni, míg a csalók igen, ez idő alatt pedig gond nélkül teljesítik az adott játékmódhoz kapcsolódó feladatot. Covenant Elite karakterrel játszva a felhasználónak lehetősége nyílt egy hibát kihasználva önmagából egy tükörképet létrehoznia, egy másik játékhibának hatására pedig irreálisan nagy ugrásokat hajthatott végre. A „BXR” nevű hibának a kihasználásával a játékos eltüntette az ütéshez kapcsolódó animációt, így közelharcban hamarabb tudott végezni az ellenfeleivel, mint ahogy az reagálni tudna. Ezen felül különböző hardveres és szoftveres eszközöket is alkalmaztak a csalók, hogy előnyhöz jussanak.
A Bungie számos pályacsomagot készített, melyek az Xbox Live rendszere mellett lemezen is elérhetőek voltak. A 2005. július 5-én megjelent Multiplayer Map Pack elnevezésű kiegészítő célja is az volt, hogy az Xbox Live tartalmakat az internet eléréssel nem rendelkező játékosokhoz is eljutassa. A 9 új, többjátékos pálya mellett a játék frissítéseit tartalmazta, ezen felül egy kisfilmet a pályák készítéséről, valamint egy bónusz videót „Another Day on the Beach” címmel.
2007. március 30-án a Bungie két újabb pálya érkezését jelentette be, ami eredetileg április 17-én 4 dollárért vált volna megvásárolhatóvá. A cég egy fejlesztője, Frank O'Connor megerősítette, hogy az Xbox mellett a következő generációs Xbox 360 konzolon is elérhető lesz a csomag. Mindkettő az előd, a Halo: Combat Evolved egyik többjátékos pályájának („Hang em' High” és „Derelict”) felújított változata. A terjesztéssel gondok adódtak, így a frissítés, mellyel a pályák elérhetővé váltak, a tervezettnél később, május 9-én jelent meg. Ezzel együtt a fejlesztők a Halo 2 játékban megszerzett összes rangot lenullázták. A július 7-én tartott „Bungie Day” alkalmával a cég egy ingyenes pályacsomaggal kedveskedett a játékosoknak, ami a „Blastacular Map Pack” nevet kapta.
2010. április 15-én a kiadó leállította az első generáció Xbox támogatását, amit azzal indokolt, hogy olyan új szolgáltatások bevezetését tervezik, ami nem kompatibilis az eredeti Xbox játékaival. Ez a többjátékos lehetőségek végét is jelentette, egy lelkes csoport azonban két hétnél is tovább maradt a szervereken, a szolgáltatás ugyanis addig aktív maradt, amíg az utolsó felhasználó le nem csatlakozott.

## Fogadtatás
A Halo 2 elismerő kritikákban részesült, a játék 95 pontos átlagot ért el a Metacritic oldalán, a GameRankings pedig 95%-os átlagértékeléssel bír. Számos díjat gyűjthetett be, mint „a legjobb konzolos játék”, de zenei anyagának köszönhetően is több elismerésben részesült. Az Xbox.com összesítése szerint 38 különböző díjjal jutalmazták a játékot.
A legtöbb kritikus kiemelte a játék változatos zenéjét. A többjátékos mód pedig abban az időben az Xbox Live rendszerén elérhető játékok közül a legjobbnak számított. A Game Informer több kritikushoz hasonlóan magasabb értékeléssel díjazta, mint az elődöt, a kibővített többjátékos lehetőségeknek és a kevésbé ismétlődő játékmenetnek köszönhetően. A legtöbb teszt szerint a Halo 2 megtartotta azt a formulát, amitől a Combat Evolved is sikeressé vált; egyesek örültek ennek a ténynek, míg mások negatívumként értékelték. Az Edge értékelése szerint a Halo 2 játékot jól összefoglalhatná az egyik párbeszédből kiragadott mondat: „It's not a new plan. But we know it'll work.” („Nem túl eredeti terv. De mindketten tudjuk, hogy beválik.”)
A játék egyjátékos küldetéssorát több kritikus is rövidnek találta, illetve a játék történetét hirtelen lezáró cliffhanger miatt is kapott negatív pontokat. A GameSpot szerint a Covenant és a Master Chief közötti váltások ugyan csavartak egyet a történeten, de ezzel komplikáltabbá is vált és elterelte a játékosok figyelmét a Föld megmeneküléséről és a történet főbb elemeiről. Az Edge kritikájában azt írta, hogy a cselekmény egy zavaros fanfiction sci-fi-hez hasonlít, ami A klónok támadása című filmhez hasonló színvonalú politikai szállal egészül ki.
Az 576 Konzol értékelésében a két tesztelő számos pozitív jellemzővel illette a játékot. A zenei betétek gyönyörűek és fülbemászóak, mindig illenek az adott szituációhoz, környezethez, ezekhez szintén minőségi hanghatások párosulnak. Bár az egyjátékos mód kevés változáson esett át, de a minőség az első részhez hasonlóan kiváló, amibe egy kis változatosságot visz a másik főhős történetszála. Áthatja a játékot a háborús hangulat, amiben sokat segít a megújult mesterséges intelligencia, bár az ellenfelek esetenként így is elakadnak bizonyos tereptárgyakban. Egyetértettek abban, hogy az előző részből hiányolt, Live támogatást élvező többjátékos rész nagyszerűre sikerült. A Halo 2 a megjelenésekor a legszebb konzolos játékok közé tartozott és a fizikán is sokat javítottak, a remekül sikerült átvezető jelenetek pedig a filmszerű élmény kialakításában játszottak fontos szerepet. Az előző részhez képest kevesebb az ismétlődő pályarész, inkább nagy nyitott terek jellemzik, ennek ellenére lassulások nem tapasztalhatóak. Ez viszont azzal a negatívummal járt, hogy a program sokszor váltogatja a textúrák felbontását, illetve egyes tárgyak a játékos szeme láttára kerülnek hirtelen a helyükre. Az egyjátékos módban ezen felül számos apró és látványos programhiba bújik meg. További negatívumnak tartották a bosszantó checkpoint rendszert (rosszul elosztott mentési pontok), a kevés kihívást rejtő normál nehézségi fokozatot, illetve azt, hogy a fejlesztés sietős tempója miatt az utolsó három pálya elkapkodottnak tűnik. Böjtös Gábor szerint a Halo 2 felülmúlja az első részt és kihagyhatatlan alkotásnak minősítette, 10 ponttal díjazta, míg Dae pedig főként a fentebb említett programhibák miatt 9 pontra értékelte a játékot.
A Windows platformra megjelenő változat már kevésbé kapott pozitív kritikákat, az IGN 7.5, a GameSpot pedig 7 pontra értékelte. A legtöbb negatívum a konzolos verzióhoz képest a késői megjelenés miatt érte, a grafika pedig már nem felelt meg a kor követelményeinek. A PC Guru tesztjében is a legnagyobb negatívumot az újítások és a kooperatív mód hiánya jelentette, a korosodó grafika mellett. A Metacritic oldalán 72 pontos átlaggal rendelkezik.

### Hatása
A G4 televíziós csatorna a Halo 2 megjelenését az iparág évtizedének egyik legnagyobb fordulópontjaként értékelte. Sterling McGarvey szerint „A Bungie által elkészített folytatás az Xbox Live előfizetések fellendülését hozta magával és előrevetítette a következő generációs konzol online szolgáltatásainak élményét.” A Popular Mechanics szerkesztői szerint a játék megjelenése az évtized 15 legfontosabb videójáték-ipari eseménye közé tartozik, a nevéhez köthető ugyanis a konzolok többjátékos lehetőségeinek széles körű elterjesztése. A The Province szerkesztője, Paul Chapman szerint a mai játékok, mint például a Call of Duty: Modern Warfare 2 közel sem lennének olyan élvezetesek, ha a Halo 2 nem mutatott volna irányt számukra.

## Fordítás
Ez a szócikk részben vagy egészben a Halo 2 című angol Wikipédia-szócikk ezen változatának fordításán alapul.  Az eredeti cikk szerkesztőit annak laptörténete sorolja fel. Ez a jelzés csupán a megfogalmazás eredetét és a szerzői jogokat jelzi, nem szolgál a cikkben szereplő információk forrásmegjelöléseként.